# RSC Anderlecht in het seizoen 2024/25

## Spelerskern
| No.           | Naam                | Nationaliteit     | Geboortedatum | Vorige club                           |
| ------------- | ------------------- | ----------------- | ------------- | ------------------------------------- |
| Keepers       |                     |                   |               |                                       |
| 16            | Mads Kikkenborg     | Denemarken        | 07-10-1999    | Lyngby BK (2021-2024)                 |
| 26            | Colin Coosemans     | België            | 03-08-1992    | KAA Gent (2018-2021)                  |
| 63            | Timon Vanhoutte     | België            | 29-04-2004    | Eigen jeugd                           |
| Verdedigers   |                     |                   |               |                                       |
| 4             | Jan-Carlo Simić     | Duitsland, Servië | 02-05-2005    | AC Milan (2021-2022)                  |
| 5             | Moussa N'Diaye      | Senegal           | 18-06-2002    | Barcelona Atlètic (2022-2024)         |
| 6             | Ludwig Augustinsson | Zweden            | 21-04-1994    | Sevilla FC (2022-2024)                |
| 13            | Mathias Jørgensen   | Denemarken        | 23-04-1990    | Brentford FC (2021-2024)              |
| 14            | Jan Vertonghen      | België            | 24-04-1987    | SL Benfica (2020-2022)                |
| 22            | Louis Patris        | België            | 07-06-2001    | Oud-Heverlee Leuven (2021-2023)       |
| 25            | Thomas Foket        | België            | 25-09-1994    | Stade de Reims (2018-2024)            |
| 34            | Adryelson           | Brazilië          | 23-03-1998    | Olympique Lyon (2023-2024)            |
| 54            | Killian Sardella    | België            | 02-05-2002    | Eigen jeugd                           |
| Middenvelders |                     |                   |               |                                       |
| 10            | Yari Verschaeren    | België            | 12-07-2001    | Eigen jeugd                           |
| 17            | Théo Leoni          | België            | 21-04-2000    | Eigen jeugd                           |
| 18            | Majeed Ashimeru     | Ghana             | 10-10-1997    | Red Bull Salzburg (2019-2021)         |
| 21            | Amadou Diawara      | Guinee            | 17-07-1997    | AS Roma (2019-2022)                   |
| 23            | Mats Rits           | België            | 18-07-1993    | Club Brugge (2018-2023)               |
| 27            | Samuel Edozie       | Engeland          | 28-01-2003    | Southampton FC (2022-2024)            |
| 28            | Enzo Sternal        | Frankrijk         | 28-05-2007    | Olympique Marseille (2023-2024)       |
| 32            | Leander Dendoncker  | België            | 15-04-1995    | Aston Villa FC (2022-2024)            |
| 74            | Nathan De Cat       | België            | 19-07-2008    | Eigen jeugd                           |
| 83            | Tristan Degreef     | België            | 19-01-2005    | Eigen jeugd                           |
| Aanvallers    |                     |                   |               |                                       |
| 7             | Francis Amuzu       | België, Ghana     | 23-09-1999    | Eigen jeugd                           |
| 8             | Alexis Flips        | Frankrijk         | 17-01-2000    | Stade de Reims (2021-2023)            |
| 11            | Thorgan Hazard      | België            | 29-03-1993    | Borussia Dortmund (2019-2023)         |
| 12            | Kasper Dolberg      | Denemarken        | 06-10-1997    | OGC Nice (2019-2023)                  |
| 19            | Nilson Angulo       | Ecuador           | 19-06-2003    | LDU Quito (2021-2022)                 |
| 20            | Luis Vázquez        | Argentinië        | 24-04-2001    | CA Boca Juniors (2019-2023)           |
| 21            | César Huerta        | Mexico            | 03-12-2000    | Club Universidad Nacional (2023-2024) |
| 29            | Mario Stroeykens    | België            | 29-09-2004    | Eigen jeugd                           |
| 36            | Anders Dreyer       | Denemarken        | 02-05-1998    | FC Midtjylland (2022)                 |
| 90            | Robbie Ure          | Schotland         | 24-02-2004    | Rangers FC (2022-2023)                |

## Jupiler Pro League

### Reguliere competitie

#### Wedstrijden
| Jupiler Pro League                                                                                          |                                                                           |                                     |                                                                  | |                                                   |
| Wedstrijddetails                                                                                            | Thuisploeg                                                                | Uitslag                             | Uitploeg                                                         | Opstelling | Kaarten                                           |
| Heenronde                                                                                                   |                                                                           |                                     |                                                                  | |                                                   |
| 27 juli 2024 20:45 Lotto Park Anderlecht Ref.: Jasper Vergoote Toeschouwers: 0                              | Anderlecht                                                                | 1 – 0                               | STVV                                                             | Coosemans Sardella, Leoni, Vertonghen , N'Diaye (66' Arnstad) Ashimeru (77' Stroeykens), Verschaeren, Rits (65' Simić) Dreyer, Dolberg (90+4' Flips), Angulo (77' Vázquez)        |                                                   |
| 27 juli 2024 20:45 Lotto Park Anderlecht Ref.: Jasper Vergoote Toeschouwers: 0                              | Stroeykens 90+2'                                                          | 1 – 0                               |                                                                  | Coosemans Sardella, Leoni, Vertonghen , N'Diaye (66' Arnstad) Ashimeru (77' Stroeykens), Verschaeren, Rits (65' Simić) Dreyer, Dolberg (90+4' Flips), Angulo (77' Vázquez)        |                                                   |
| 4 augustus 2024 13:30 Bosuilstadion Antwerpen Ref.: Erik Lambrechts Toeschouwers: 16.144                    | Antwerp                                                                   | 1 – 2                               | Anderlecht                                                       | Coosemans Sardella (90' Patris), Simić, Vertonghen , N'Diaye Stroeykens (75' Ashimeru), Rits, Leoni Dreyer (90' Angulo), Dolberg (75' Vázquez), Verschaeren                       |                                                   |
| 4 augustus 2024 13:30 Bosuilstadion Antwerpen Ref.: Erik Lambrechts Toeschouwers: 16.144                    | Kerk 34'                                                                  | 0 – 1 1 – 1 1 – 2                   | 25' (e.d.) Lammens 80' Ashimeru                                  | Coosemans Sardella (90' Patris), Simić, Vertonghen , N'Diaye Stroeykens (75' Ashimeru), Rits, Leoni Dreyer (90' Angulo), Dolberg (75' Vázquez), Verschaeren                       |                                                   |
| 10 augustus 2024 20:45 Lotto Park Anderlecht Ref.: Lawrence Visser Toeschouwers: 21.900                     | Anderlecht                                                                | 1 – 1                               | OH Leuven                                                        | Coosemans Sardella, Simić, Leoni, N'Diaye (82' Augustinsson) Ashimeru (60' Amuzu), Rits, Stroeykens (69' Vázquez) Dreyer, Dolberg, Verschaeren                                    | 26' Simić 39' Sardella 86' Vázquez                |
| 10 augustus 2024 20:45 Lotto Park Anderlecht Ref.: Lawrence Visser Toeschouwers: 21.900                     | Dolberg 36'                                                               | 1 – 0 1 – 1                         | 44' Maertens                                                     | Coosemans Sardella, Simić, Leoni, N'Diaye (82' Augustinsson) Ashimeru (60' Amuzu), Rits, Stroeykens (69' Vázquez) Dreyer, Dolberg, Verschaeren                                    | 26' Simić 39' Sardella 86' Vázquez                |
| 17 augustus 2024 20:45 AFAS Stadion Achter de Kazerne Mechelen Ref.: Wesli De Cremer Toeschouwers: 13.988   | KV Mechelen                                                               | 1 – 3                               | Anderlecht                                                       | Coosemans Sardella, Simić, Jørgensen, Augustinsson (65' Foket) Verschaeren (85' Stroeykens), Rits, Leoni Dreyer, Dolberg (65' Vázquez), Amuzu (57' Angulo)                        | 36' Amuzu 78' Simić                               |
| 17 augustus 2024 20:45 AFAS Stadion Achter de Kazerne Mechelen Ref.: Wesli De Cremer Toeschouwers: 13.988   | Lauberbach 23'                                                            | 1 – 0 1 – 1 1 – 2 1 – 3             | 42' Augustinsson 45+5' Amuzu 90' Leoni                           | Coosemans Sardella, Simić, Jørgensen, Augustinsson (65' Foket) Verschaeren (85' Stroeykens), Rits, Leoni Dreyer, Dolberg (65' Vázquez), Amuzu (57' Angulo)                        | 36' Amuzu 78' Simić                               |
| 1 september 2024 18:30 Joseph Marienstadion Vorst Ref.: Nicolas Laforge Toeschouwers: 8.489                 | Union Sint-Gillis                                                         | 0 – 0                               | Anderlecht                                                       | Coosemans Sardella (89' Foket), Simić, Jørgensen, Augustinsson Leoni (78' Ashimeru), Rits, Stroeykens (77' Verschaeren) Dreyer, Dolberg (59' Vázquez), Angulo (59' Amuzu)         | 16' Jørgensen 36' Rits 44' Simić 84' Sardella     |
| 1 september 2024 18:30 Joseph Marienstadion Vorst Ref.: Nicolas Laforge Toeschouwers: 8.489                 |                                                                           |                                     |                                                                  | Coosemans Sardella (89' Foket), Simić, Jørgensen, Augustinsson Leoni (78' Ashimeru), Rits, Stroeykens (77' Verschaeren) Dreyer, Dolberg (59' Vázquez), Angulo (59' Amuzu)         | 16' Jørgensen 36' Rits 44' Simić 84' Sardella     |
| 14 september 2024 20:45 Lotto Park Anderlecht Ref.: Nathan Verboomen Toeschouwers: 21.900                   | Anderlecht                                                                | 2 – 2                               | Westerlo                                                         | Coosemans Sardella (82' Angulo), Simić (63' Ashimeru), Jørgensen, Augustinsson Leoni, Dendoncker, Verschaeren (62' Edozie) Dreyer, Vázquez (46' Stroeykens), Amuzu                | 59' Leoni 60' Simić 88' Ashimeru 90+6' Angulo     |
| 14 september 2024 20:45 Lotto Park Anderlecht Ref.: Nathan Verboomen Toeschouwers: 21.900                   | Vázquez 9' Stroeykens 84'                                                 | 1 – 0 1 – 1 1 – 2 2 – 2             | 38' Bayram 60' Vušković                                          | Coosemans Sardella (82' Angulo), Simić (63' Ashimeru), Jørgensen, Augustinsson Leoni, Dendoncker, Verschaeren (62' Edozie) Dreyer, Vázquez (46' Stroeykens), Amuzu                | 59' Leoni 60' Simić 88' Ashimeru 90+6' Angulo     |
| 17 september 2024 (1) 20:00 Lotto Park Anderlecht Ref.: Erik Lambrechts Toeschouwers: 21.900                | Anderlecht                                                                | 0 – 2                               | KRC Genk                                                         | Coosemans Foket (73' Sardella), Dendoncker , Jørgensen, Augustinsson Stroeykens (88' Degreef), Rits, Leoni (69' Ashimeru) Amuzu (46' Verschaeren), Dolberg, Edozie (68' Angulo)   | 81' Ashimeru                                      |
| 17 september 2024 (1) 20:00 Lotto Park Anderlecht Ref.: Erik Lambrechts Toeschouwers: 21.900                |                                                                           | 0 – 1 0 – 2                         | 37' Sadick 86' Adedeji-Sternberg                                 | Coosemans Foket (73' Sardella), Dendoncker , Jørgensen, Augustinsson Stroeykens (88' Degreef), Rits, Leoni (69' Ashimeru) Amuzu (46' Verschaeren), Dolberg, Edozie (68' Angulo)   | 81' Ashimeru                                      |
| 21 september 2024 20:45 Lotto Park Anderlecht Ref.: Jasper Vergoote Toeschouwers: 21.900                    | Anderlecht                                                                | 0 – 0                               | Charleroi                                                        | Coosemans Sardella, Simić, Jørgensen, N'Diaye (86' Foket) Dendoncker , Stroeykens, Rits (72' Leoni) Verschaeren (72' Amuzu), Dolberg (78' Vázquez), Edozie (86' Angulo)           | 50' N'Diaye 70' Edozie 82' Sardella 86' Jørgensen |
| 21 september 2024 20:45 Lotto Park Anderlecht Ref.: Jasper Vergoote Toeschouwers: 21.900                    |                                                                           |                                     |                                                                  | Coosemans Sardella, Simić, Jørgensen, N'Diaye (86' Foket) Dendoncker , Stroeykens, Rits (72' Leoni) Verschaeren (72' Amuzu), Dolberg (78' Vázquez), Edozie (86' Angulo)           | 50' N'Diaye 70' Edozie 82' Sardella 86' Jørgensen |
| 28 september 2024 20:45 Dender Football Complex Denderleeuw Ref.: Kevin Van Damme Toeschouwers: 6.000       | Dender EH                                                                 | 1 – 1                               | Anderlecht                                                       | Coosemans Sardella, Simić, Jørgensen, N'Diaye (90' Leoni) Verschaeren (46' Ashimeru), Dendoncker , Stroeykens (68' Vázquez) Dreyer (67' Degreef), Dolberg, Edozie (67' Angulo)    | 82' N'Diaye 88' Degreef                           |
| 28 september 2024 20:45 Dender Football Complex Denderleeuw Ref.: Kevin Van Damme Toeschouwers: 6.000       | Scheidler 52'                                                             | 0 – 1 1 – 1                         | 28' Edozie                                                       | Coosemans Sardella, Simić, Jørgensen, N'Diaye (90' Leoni) Verschaeren (46' Ashimeru), Dendoncker , Stroeykens (68' Vázquez) Dreyer (67' Degreef), Dolberg, Edozie (67' Angulo)    | 82' N'Diaye 88' Degreef                           |
| 6 oktober 2024 13:30 Lotto Park Anderlecht Ref.: Lothar D'hondt Toeschouwers: 21.900                        | Anderlecht                                                                | 3 – 0                               | Standard Luik                                                    | Coosemans Sardella, Simić, Jørgensen, N'Diaye (90+1' Augustinsson) Verschaeren, Rits, Leoni (79' Dreyer), Degreef (69' Edozie) Dolberg (79' Vázquez), Stroeykens (90+1' Ashimeru) | 83' Simić 90+5' Sardella                          |
| 6 oktober 2024 13:30 Lotto Park Anderlecht Ref.: Lothar D'hondt Toeschouwers: 21.900                        | Simić 9' Dolberg 30' Dreyer 90+2'                                         | 1 – 0 2 – 0 3 – 0                   |                                                                  | Coosemans Sardella, Simić, Jørgensen, N'Diaye (90+1' Augustinsson) Verschaeren, Rits, Leoni (79' Dreyer), Degreef (69' Edozie) Dolberg (79' Vázquez), Stroeykens (90+1' Ashimeru) | 83' Simić 90+5' Sardella                          |
| 18 oktober 2024 20:45 Olympisch Stadion Antwerpen Ref.: Simon Bourdeaud'hui Toeschouwers: 9.513             | Beerschot                                                                 | 2 – 1                               | Anderlecht                                                       | Coosemans Sardella (88' Foket), Dendoncker , Jørgensen, N'Diaye (88' Augustinsson) Leoni (76' Vázquez), Stroeykens, Rits Verschaeren (71' Dreyer), Dolberg, Edozie (71' Amuzu)    |                                                   |
| 18 oktober 2024 20:45 Olympisch Stadion Antwerpen Ref.: Simon Bourdeaud'hui Toeschouwers: 9.513             | Al-Sahafi 30' Al-Sahafi 70'                                               | 1 – 0 1 – 1 2 – 1                   | 50' (pen.) Dolberg                                               | Coosemans Sardella (88' Foket), Dendoncker , Jørgensen, N'Diaye (88' Augustinsson) Leoni (76' Vázquez), Stroeykens, Rits Verschaeren (71' Dreyer), Dolberg, Edozie (71' Amuzu)    |                                                   |
| 27 oktober 2024 13:30 Jan Breydelstadion Brugge Ref.: Jasper Vergoote Toeschouwers: 25.900                  | Club Brugge                                                               | 2 – 1                               | Anderlecht                                                       | Coosemans Sardella, Dendoncker , Simić, N'Diaye (90+1' Jørgensen) Leoni (57' Ashimeru), Stroeykens (68' Edozie), Rits Dreyer, Dolberg (68' Vázquez), Verschaeren (57' Amuzu)      | 45+2' Leoni 54' Dendoncker 55' Dolberg            |
| 27 oktober 2024 13:30 Jan Breydelstadion Brugge Ref.: Jasper Vergoote Toeschouwers: 25.900                  | Vermant 8' Talbi 76'                                                      | 1 – 0 2 – 0 2 – 1                   | 88' Simić                                                        | Coosemans Sardella, Dendoncker , Simić, N'Diaye (90+1' Jørgensen) Leoni (57' Ashimeru), Stroeykens (68' Edozie), Rits Dreyer, Dolberg (68' Vázquez), Verschaeren (57' Amuzu)      | 45+2' Leoni 54' Dendoncker 55' Dolberg            |
| 3 november 2024 18:30 Lotto Park Anderlecht Ref.: Wim Smet Toeschouwers: 21.900                             | Anderlecht                                                                | 4 – 0                               | KV Kortrijk                                                      | Coosemans Sardella, Simić (85' Lapage), Jørgensen, N'Diaye Rits, Stroeykens, Ashimeru (38' Verschaeren) Dreyer (85' Degreef), Dolberg (79' Vázquez), Edozie (78' Amuzu)           |                                                   |
| 3 november 2024 18:30 Lotto Park Anderlecht Ref.: Wim Smet Toeschouwers: 21.900                             | Dolberg 37' (pen.) Kadri 50' (e.d.) Stroeykens 57' Dolberg 77'            | 1 – 0 2 – 0 3 – 0 4 – 0             |                                                                  | Coosemans Sardella, Simić (85' Lapage), Jørgensen, N'Diaye Rits, Stroeykens, Ashimeru (38' Verschaeren) Dreyer (85' Degreef), Dolberg (79' Vázquez), Edozie (78' Amuzu)           |                                                   |
| 10 november 2024 13:30 Jan Breydelstadion Brugge Ref.: Wesli De Cremer Toeschouwers: 8.840                  | Cercle Brugge                                                             | 0 – 5                               | Anderlecht                                                       | Coosemans Sardella, Simić, Jørgensen, N'Diaye (79' Foket) Rits, Stroeykens, Verschaeren (66' Leoni) Dreyer (84' Angulo), Dolberg (79' Vázquez), Edozie (66' Amuzu)                | 27' N'Diaye 54' Verschaeren 83' Stroeykens        |
| 10 november 2024 13:30 Jan Breydelstadion Brugge Ref.: Wesli De Cremer Toeschouwers: 8.840                  |                                                                           | 0 – 1 0 – 2 0 – 3 0 – 4 0 – 5       | 18' Dolberg 62' (pen.) Dolberg 72' Leoni 75' Dolberg 90' Vázquez | Coosemans Sardella, Simić, Jørgensen, N'Diaye (79' Foket) Rits, Stroeykens, Verschaeren (66' Leoni) Dreyer (84' Angulo), Dolberg (79' Vázquez), Edozie (66' Amuzu)                | 27' N'Diaye 54' Verschaeren 83' Stroeykens        |
| 24 november 2024 18:30 Lotto Park Anderlecht Ref.: Lothar D'hondt Toeschouwers: 21.900                      | Anderlecht                                                                | 6 – 0                               | AA Gent                                                          | Coosemans Sardella (46' Foket), Simić, Jørgensen, N'Diaye Rits (62' Dendoncker), Stroeykens (62' Verschaeren), Leoni Dreyer, Dolberg (79' Vázquez), Edozie (62' Amuzu)            |                                                   |
| 24 november 2024 18:30 Lotto Park Anderlecht Ref.: Lothar D'hondt Toeschouwers: 21.900                      | Rits 23' Edozie 38' Dolberg 45+1' Dolberg 77' Araújo 85' (e.d.) Amuzu 88' | 1 – 0 2 – 0 3 – 0 4 – 0 5 – 0 6 – 0 |                                                                  | Coosemans Sardella (46' Foket), Simić, Jørgensen, N'Diaye Rits (62' Dendoncker), Stroeykens (62' Verschaeren), Leoni Dreyer, Dolberg (79' Vázquez), Edozie (62' Amuzu)            |                                                   |
| Terugronde                                                                                                  |                                                                           |                                     |                                                                  | |                                                   |
| 1 december 2024 16:00 King Power at Den Dreef Stadion Heverlee Ref.: Bram Van Driessche Toeschouwers: 9.930 | OH Leuven                                                                 | 0 – 0                               | Anderlecht                                                       | Coosemans Foket, Simić, Jørgensen, N'Diaye Rits, Stroeykens, Leoni (66' Verschaeren) Dreyer (78' Degreef), Dolberg (78' Vázquez), Amuzu (66' Angulo)                              | 83' Jørgensen                                     |
| 1 december 2024 16:00 King Power at Den Dreef Stadion Heverlee Ref.: Bram Van Driessche Toeschouwers: 9.930 |                                                                           |                                     |                                                                  | Coosemans Foket, Simić, Jørgensen, N'Diaye Rits, Stroeykens, Leoni (66' Verschaeren) Dreyer (78' Degreef), Dolberg (78' Vázquez), Amuzu (66' Angulo)                              | 83' Jørgensen                                     |
| 8 december 2024 18:30 Lotto Park Anderlecht Ref.: Erik Lambrechts Toeschouwers: 21.900                      | Anderlecht                                                                | 2 – 1                               | Beerschot                                                        | Coosemans Foket, Simić, Jørgensen, N'Diaye (79' Augustinsson) Dendoncker, Stroeykens (45' Verschaeren), Rits (79' Vázquez) Dreyer, Dolberg, Amuzu                                 | 84' Jørgensen                                     |
| 8 december 2024 18:30 Lotto Park Anderlecht Ref.: Erik Lambrechts Toeschouwers: 21.900                      | Verschaeren 45+7' Dreyer 90+3'                                            | 0 – 1 0 – 2 1 – 2                   | 7' Al-Sahafi                                                     | Coosemans Foket, Simić, Jørgensen, N'Diaye (79' Augustinsson) Dendoncker, Stroeykens (45' Verschaeren), Rits (79' Vázquez) Dreyer, Dolberg, Amuzu                                 | 84' Jørgensen                                     |
| 15 december 2024 18:30 Stayen Sint-Truiden Ref.: Lothar D'hondt Toeschouwers: 9.500                         | STVV                                                                      | 0 – 2                               | Anderlecht                                                       | Coosemans Foket, Simić, Jørgensen, N'Diaye (66' Augustinsson) Dendoncker, Rits, Leoni (90+5' Engwanda) Dreyer (74' Verschaeren), Dolberg (74' Vázquez), Amuzu (66' Edozie)        | 52' N'Diaye 67' Jørgensen                         |
| 15 december 2024 18:30 Stayen Sint-Truiden Ref.: Lothar D'hondt Toeschouwers: 9.500                         |                                                                           | 0 – 1 0 – 2                         | 27' Dolberg 62' (pen.) Dolberg                                   | Coosemans Foket, Simić, Jørgensen, N'Diaye (66' Augustinsson) Dendoncker, Rits, Leoni (90+5' Engwanda) Dreyer (74' Verschaeren), Dolberg (74' Vázquez), Amuzu (66' Edozie)        | 52' N'Diaye 67' Jørgensen                         |
| 22 december 2024 13:30 Cegeka Arena Genk Ref.: Jan Boterberg Toeschouwers: 21.685                           | KRC Genk                                                                  | 2 – 0                               | Anderlecht                                                       | Coosemans Foket, Simić, Jørgensen, N'Diaye (77' Augustinsson) Dendoncker, Rits (77' Vázquez), Leoni (59' Degreef) Verschaeren (60' Amuzu), Dolberg, Edozie (83' Angulo)           | 48' Dendoncker                                    |
| 22 december 2024 13:30 Cegeka Arena Genk Ref.: Jan Boterberg Toeschouwers: 21.685                           | Arokodare 29' Karetsas 72'                                                | 1 – 0 2 – 0                         |                                                                  | Coosemans Foket, Simić, Jørgensen, N'Diaye (77' Augustinsson) Dendoncker, Rits (77' Vázquez), Leoni (59' Degreef) Verschaeren (60' Amuzu), Dolberg, Edozie (83' Angulo)           | 48' Dendoncker                                    |
| 27 december 2024 20:45 Lotto Park Anderlecht Ref.: Wim Smet Toeschouwers: 21.900                            | Anderlecht                                                                | 2 – 3                               | Dender EH                                                        | Coosemans Engwanda (63' Sardella), Simić, Jørgensen, N'Diaye Dendoncker, Rits, Verschaeren (64' Hazard) Dreyer (88' Vázquez), Dolberg, Edozie (75' Amuzu)                         |                                                   |
| 27 december 2024 20:45 Lotto Park Anderlecht Ref.: Wim Smet Toeschouwers: 21.900                            | Verschaeren 21' Dreyer 30'                                                | 0 – 1 1 – 1 2 – 1 2 – 2 2 – 3       | 9' Květ 77' Scheidler 88' Nsimba                                 | Coosemans Engwanda (63' Sardella), Simić, Jørgensen, N'Diaye Dendoncker, Rits, Verschaeren (64' Hazard) Dreyer (88' Vázquez), Dolberg, Edozie (75' Amuzu)                         |                                                   |
| 12 januari 2025 18:30 Lotto Park Anderlecht Ref.: Jasper Vergoote Toeschouwers: 21.900                      | Anderlecht                                                                | 0 – 3                               | Club Brugge                                                      | Coosemans Simić, Dendoncker, Lapage Sardella, Rits (80' Verschaeren), Leoni (80' Degreef), Maamar Dreyer (68' Hazard), Dolberg (46' Vázquez), Amuzu (46' Edozie)                  | 71' Rits                                          |
| 12 januari 2025 18:30 Lotto Park Anderlecht Ref.: Jasper Vergoote Toeschouwers: 21.900                      |                                                                           | 0 – 1 0 – 2 0 – 3                   | 10' Jutglà 41' Jutglà 79' Nilsson                                | Coosemans Simić, Dendoncker, Lapage Sardella, Rits (80' Verschaeren), Leoni (80' Degreef), Maamar Dreyer (68' Hazard), Dolberg (46' Vázquez), Amuzu (46' Edozie)                  | 71' Rits                                          |
| 19 januari 2025 13:30 Guldensporenstadion Kortrijk Ref.: Lothar D'hondt Toeschouwers: 8.839                 | KV Kortrijk                                                               | 0 – 2                               | Anderlecht                                                       | Coosemans Adryelson, Dendoncker, N'Diaye (72' Simić) Sardella, Rits, Verschaeren, Maamar Hazard (71' Huerta), Vázquez (83' Goto), Degreef (90' Angulo)                            | 66' Hazard 89' Degreef                            |
| 19 januari 2025 13:30 Guldensporenstadion Kortrijk Ref.: Lothar D'hondt Toeschouwers: 8.839                 |                                                                           | 0 – 1 0 – 2                         | 62' Hazard 90+3' Huerta                                          | Coosemans Adryelson, Dendoncker, N'Diaye (72' Simić) Sardella, Rits, Verschaeren, Maamar Hazard (71' Huerta), Vázquez (83' Goto), Degreef (90' Angulo)                            | 66' Hazard 89' Degreef                            |
| 26 januari 2025 18:30 Lotto Park Anderlecht Ref.: Bram Van Driessche Toeschouwers: 21.900                   | Anderlecht                                                                | 4 – 1                               | KV Mechelen                                                      | Kikkenborg Adryelson, Dendoncker, Simić Sardella, Rits (72' Hey), Verschaeren (86' Leoni), N'Diaye (80' Maamar) Hazard, Goto (72' Stroeykens), Huerta (80' Amuzu)                 |                                                   |
| 26 januari 2025 18:30 Lotto Park Anderlecht Ref.: Bram Van Driessche Toeschouwers: 21.900                   | Goto 24' Simić 41' Verschaeren 67' Touba 82' (e.d.)                       | 1 – 0 2 – 0 2 – 1 3 – 1 4 – 1       | 49' Raman                                                        | Kikkenborg Adryelson, Dendoncker, Simić Sardella, Rits (72' Hey), Verschaeren (86' Leoni), N'Diaye (80' Maamar) Hazard, Goto (72' Stroeykens), Huerta (80' Amuzu)                 |                                                   |
| 2 februari 2025 18:30 Planet Group arena Gent Ref.: Nathan Verboomen Toeschouwers: 17.913                   | AA Gent                                                                   | 1 – 0                               | Anderlecht                                                       | Kikkenborg Sardella, Hey, Adryelson, N'Diaye Verschaeren , Dendoncker, Stroeykens (81' Leoni) Degreef (46' Hazard), Goto (46' Vázquez), Huerta (81' Angulo)                       | 34' N'Diaye 44' Degreef 80' Hey                   |
| 2 februari 2025 18:30 Planet Group arena Gent Ref.: Nathan Verboomen Toeschouwers: 17.913                   | Ito 6'                                                                    | 1 – 0                               |                                                                  | Kikkenborg Sardella, Hey, Adryelson, N'Diaye Verschaeren , Dendoncker, Stroeykens (81' Leoni) Degreef (46' Hazard), Goto (46' Vázquez), Huerta (81' Angulo)                       | 34' N'Diaye 44' Degreef 80' Hey                   |
| 9 februari 2025 13:30 Lotto Park Anderlecht Ref.: Jan Boterberg Toeschouwers: 21.900                        | Anderlecht                                                                | 2 – 0                               | Antwerp                                                          | Coosemans Sardella, Hey, Adryelson, Augustinsson Stroeykens (84' Angulo), Dendoncker, Verschaeren (69' Leoni) Hazard (84' Rits), Dolberg (69' Vázquez), Huerta (90+4' Dao)        | 28' Sardella                                      |
| 9 februari 2025 13:30 Lotto Park Anderlecht Ref.: Jan Boterberg Toeschouwers: 21.900                        | Dolberg 58' Dolberg 64'                                                   | 1 – 0 2 – 0                         |                                                                  | Coosemans Sardella, Hey, Adryelson, Augustinsson Stroeykens (84' Angulo), Dendoncker, Verschaeren (69' Leoni) Hazard (84' Rits), Dolberg (69' Vázquez), Huerta (90+4' Dao)        | 28' Sardella                                      |
| 16 februari 2025 18:30 Stade du Pays de Charleroi Charleroi Ref.: Bert Put Toeschouwers: 10.248             | Charleroi                                                                 | 0 – 1                               | Anderlecht                                                       | Coosemans Maamar, Hey, Simić, Augustinsson (85' N'Diaye) Dendoncker, Huerta (85' Adryelson), Rits Hazard (58' Angulo), Dolberg (38' Vázquez), Degreef                             | 32' Maamar 43' Dendoncker 68' Degreef             |
| 16 februari 2025 18:30 Stade du Pays de Charleroi Charleroi Ref.: Bert Put Toeschouwers: 10.248             |                                                                           | 62' Vázquez                         |                                                                  | Coosemans Maamar, Hey, Simić, Augustinsson (85' N'Diaye) Dendoncker, Huerta (85' Adryelson), Rits Hazard (58' Angulo), Dolberg (38' Vázquez), Degreef                             | 32' Maamar 43' Dendoncker 68' Degreef             |
| 23 februari 2025 18:30 Lotto Park Anderlecht Ref.: Bram Van Driessche Toeschouwers: 21.900                  | Anderlecht                                                                | 0 – 2                               | Union Sint-Gillis                                                | Coosemans Hey, Adryelson (87' Vertonghen), N'Diaye (81' Augustinsson) Sardella, Dendoncker, Leoni, Maamar (66' Angulo) Hazard, Vázquez, Huerta (87' Dao)                          | 48' Sardella 50' Maamar 88' Vázquez               |
| 23 februari 2025 18:30 Lotto Park Anderlecht Ref.: Bram Van Driessche Toeschouwers: 21.900                  |                                                                           | 0 – 1 0 – 2                         | 33' Khalaili 70' Niang                                           | Coosemans Hey, Adryelson (87' Vertonghen), N'Diaye (81' Augustinsson) Sardella, Dendoncker, Leoni, Maamar (66' Angulo) Hazard, Vázquez, Huerta (87' Dao)                          | 48' Sardella 50' Maamar 88' Vázquez               |
| 2 maart 2025 18:30 Maurice Dufrasnestadion Luik Ref.: Jasper Vergoote Toeschouwers: 24.959                  | Standard Luik                                                             | 0 – 2                               | Anderlecht                                                       | Coosemans Sardella, Hey, Simić, Augustinsson Dendoncker, Stroeykens (62' Edozie), Rits Hazard (86' Ashimeru), Vázquez (78' Goto), Huerta (86' Angulo)                             | 48' Hazard 83' Augustinsson 85' Simić             |
| 2 maart 2025 18:30 Maurice Dufrasnestadion Luik Ref.: Jasper Vergoote Toeschouwers: 24.959                  |                                                                           | 0 – 1 0 – 2                         | 63' Hazard 88' Angulo                                            | Coosemans Sardella, Hey, Simić, Augustinsson Dendoncker, Stroeykens (62' Edozie), Rits Hazard (86' Ashimeru), Vázquez (78' Goto), Huerta (86' Angulo)                             | 48' Hazard 83' Augustinsson 85' Simić             |
| 9 maart 2025 16:00 't Kuipje Westerlo Ref.: Jan Boterberg Toeschouwers: 7.916                               | Westerlo                                                                  | 2 – 0                               | Anderlecht                                                       | Coosemans Sardella, Hey, Simić, Augustinsson Rits, Hazard, Stroeykens (62' Ashimeru) Huerta (75' Goto), Vázquez, Edozie (62' Angulo)                                              |                                                   |
| 9 maart 2025 16:00 't Kuipje Westerlo Ref.: Jan Boterberg Toeschouwers: 7.916                               | Frigan 2' Haspolat 22'                                                    | 1 – 0 2 – 0                         |                                                                  | Coosemans Sardella, Hey, Simić, Augustinsson Rits, Hazard, Stroeykens (62' Ashimeru) Huerta (75' Goto), Vázquez, Edozie (62' Angulo)                                              |                                                   |
| 16 maart 2025 18:30 Lotto Park Anderlecht Ref.: Lothar D'hondt Toeschouwers: 21.900                         | Anderlecht                                                                | 3 – 0                               | Cercle Brugge                                                    | Coosemans Maamar (80' N'Diaye), Adryelson, Vertonghen , Augustinsson Dendoncker, Stroeykens (74' Ashimeru), Hey Angulo (80' Hazard), Vázquez (90+3' Goto), Edozie (74' Huerta)    | 29' Hey 68' Vertonghen                            |
| 16 maart 2025 18:30 Lotto Park Anderlecht Ref.: Lothar D'hondt Toeschouwers: 21.900                         | Vázquez 6' Adryelson 87' Huerta 90+6'                                     | 1 – 0 2 – 0 3 – 0                   |                                                                  | Coosemans Maamar (80' N'Diaye), Adryelson, Vertonghen , Augustinsson Dendoncker, Stroeykens (74' Ashimeru), Hey Angulo (80' Hazard), Vázquez (90+3' Goto), Edozie (74' Huerta)    | 29' Hey 68' Vertonghen                            |

(1): Deze wedstrijd stond oorspronkelijk gepland in het weekend van 23 augustus, maar werd uitgesteld omwille van de kwalificatiewedstrijd voor de Europa League op 22 augustus.

#### Overzicht
| Speeldag  | 1 | 2 | 3 | 4  | 5  | 6  | 7  | 8  | 9  | 10 | 11 | 12 | 13 | 14 | 15 | 16 | 17 | 18 | 19 | 20 | 21 | 22 | 23 | 24 | 25 | 26 | 27 | 28 | 29 | 30 |
| --------- | - | - | - | -- | -- | -- | -- | -- | -- | -- | -- | -- | -- | -- | -- | -- | -- | -- | -- | -- | -- | -- | -- | -- | -- | -- | -- | -- | -- | -- |
| Resultaat | w | w | g | w  | v  | g  | g  | g  | g  | w  | v  | v  | w  | w  | w  | g  | w  | w  | v  | v  | v  | w  | w  | v  | w  | w  | v  | w  | v  | w  |
| Punten    | 3 | 6 | 7 | 10 | 12 | 11 | 12 | 13 | 14 | 17 | 17 | 17 | 20 | 23 | 26 | 27 | 30 | 33 | 33 | 33 | 33 | 36 | 39 | 39 | 42 | 45 | 45 | 48 | 48 | 51 |
| Positie   | 4 | 2 | 3 | 1  | 4  | 2  | 4  | 6  | 7  | 4  | 6  | 6  | 5  | 4  | 4  | 4  | 3  | 3  | 3  | 3  | 5  | 4  | 4  | 5  | 4  | 4  | 4  | 4  | 4  | 4  |

### Champions' play-off

#### Wedstrijden
| Champions' play-off                                                                      |                                                                |                               |                                      | |                                             |
| Wedstrijddetails                                                                         | Thuisploeg                                                     | Uitslag                       | Uitploeg                             | Opstelling | Kaarten                                     |
| Heenronde                                                                                |                                                                |                               |                                      | |                                             |
| 30 maart 2025 13:30 Jan Breydelstadion Brugge Ref.: Jasper Vergoote Toeschouwers: 24.900 | Club Brugge                                                    | 2 – 0                         | Anderlecht                           | Coosemans Simić (46' Adryelson), Hey, N'Diaye Angulo, Ashimeru (76' Verschaeren), Dendoncker, Augustinsson (46' Edozie) Stroeykens (46' Huerta), Dolberg (69' Vázquez), Hazard | 17' Ashimeru 90+3' Dendoncker               |
| 30 maart 2025 13:30 Jan Breydelstadion Brugge Ref.: Jasper Vergoote Toeschouwers: 24.900 | Tzolis 34' Vermant 70'                                         | 1 – 0 2 – 0                   |                                      | Coosemans Simić (46' Adryelson), Hey, N'Diaye Angulo, Ashimeru (76' Verschaeren), Dendoncker, Augustinsson (46' Edozie) Stroeykens (46' Huerta), Dolberg (69' Vázquez), Hazard | 17' Ashimeru 90+3' Dendoncker               |
| 6 april 2025 18:30 Lotto Park Anderlecht Ref.: Erik Lambrechts Toeschouwers: 21.900      | Anderlecht                                                     | 1 – 2                         | KRC Genk                             | Coosemans Hey, Adryelson (75' Leoni), Simić (89' De Cat) Angulo (66' Edozie), Dendoncker, Verschaeren (46' Ashimeru), Maamar Huerta, Dolberg, Hazard (66' Vázquez)             | 12' Dendoncker 83' Ashimeru                 |
| 6 april 2025 18:30 Lotto Park Anderlecht Ref.: Erik Lambrechts Toeschouwers: 21.900      | Huerta 78'                                                     | 0 – 1 1 – 1 1 – 2             | 32' Kayembe 84' El Ouahdi            | Coosemans Hey, Adryelson (75' Leoni), Simić (89' De Cat) Angulo (66' Edozie), Dendoncker, Verschaeren (46' Ashimeru), Maamar Huerta, Dolberg, Hazard (66' Vázquez)             | 12' Dendoncker 83' Ashimeru                 |
| 12 april 2025 20:45 Joseph Marienstadion Vorst Ref.: Lothar D'hondt Toeschouwers: 8.325  | Union Sint-Gillis                                              | 2 – 0                         | Anderlecht                           | Coosemans Hey, Adryelson (46' Augustinsson), Simić (66' De Cat) Angulo, Dendoncker, Verschaeren (74' Vázquez), Maamar Huerta, Dolberg (85' Ashimeru), Hazard (46' Leoni)       | 55' Simić 63' Huerta 81' Vázquez 88' De Cat |
| 12 april 2025 20:45 Joseph Marienstadion Vorst Ref.: Lothar D'hondt Toeschouwers: 8.325  | David 45' El Hadj 82'                                          | 1 – 0 2 – 0                   |                                      | Coosemans Hey, Adryelson (46' Augustinsson), Simić (66' De Cat) Angulo, Dendoncker, Verschaeren (74' Vázquez), Maamar Huerta, Dolberg (85' Ashimeru), Hazard (46' Leoni)       | 55' Simić 63' Huerta 81' Vázquez 88' De Cat |
| 20 april 2025 13:30 Lotto Park Anderlecht Ref.: Bram Van Driessche Toeschouwers: 21.900  | Anderlecht                                                     | 0 – 0                         | Antwerp                              | Coosemans Maamar, Hey, Simić, Augustinsson (81' N'Diaye) Leoni (60' Hazard), Dendoncker, Verschaeren (81' Ashimeru) Angulo, Dolberg (81' Vázquez), Edozie (70' Huerta)         | 43' Simić 90+1' Huerta                      |
| 20 april 2025 13:30 Lotto Park Anderlecht Ref.: Bram Van Driessche Toeschouwers: 21.900  |                                                                |                               |                                      | Coosemans Maamar, Hey, Simić, Augustinsson (81' N'Diaye) Leoni (60' Hazard), Dendoncker, Verschaeren (81' Ashimeru) Angulo, Dolberg (81' Vázquez), Edozie (70' Huerta)         | 43' Simić 90+1' Huerta                      |
| 23 april 2025 20:30 Lotto Park Anderlecht Ref.: Nicolas Laforge Toeschouwers: 21.900     | Anderlecht                                                     | 5 – 0                         | AA Gent                              | Coosemans Maamar, Hey, Simić, N'Diaye (63' Augustinsson) Huerta, Dendoncker (82' De Cat), Verschaeren (76' Rits) Hazard, Dolberg (63' Vázquez), Edozie (64' Angulo)            |                                             |
| 23 april 2025 20:30 Lotto Park Anderlecht Ref.: Nicolas Laforge Toeschouwers: 21.900     | Dolberg 30' Dolberg 37' (pen.) Hey 42' Dolberg 54' Dolberg 58' | 1 – 0 2 – 0 3 – 0 4 – 0 5 – 0 |                                      | Coosemans Maamar, Hey, Simić, N'Diaye (63' Augustinsson) Huerta, Dendoncker (82' De Cat), Verschaeren (76' Rits) Hazard, Dolberg (63' Vázquez), Edozie (64' Angulo)            |                                             |
| Terugronde                                                                               |                                                                |                               |                                      | |                                             |
| 27 april 2025 13:30 Planet Group arena Gent Ref.: Lawrence Visser Toeschouwers: 13.793   | AA Gent                                                        | 0 – 1                         | Anderlecht                           | Coosemans Maamar, Hey, Simić (81' Leoni), N'Diaye Huerta (90+1' De Cat), Dendoncker, Verschaeren Hazard (81' Rits), Dolberg (90+1' Vázquez), Edozie (78' Angulo)               | 38' Simić 69' Hazard                        |
| 27 april 2025 13:30 Planet Group arena Gent Ref.: Lawrence Visser Toeschouwers: 13.793   |                                                                | 0 – 1                         | 76' Dendoncker                       | Coosemans Maamar, Hey, Simić (81' Leoni), N'Diaye Huerta (90+1' De Cat), Dendoncker, Verschaeren Hazard (81' Rits), Dolberg (90+1' Vázquez), Edozie (78' Angulo)               | 38' Simić 69' Hazard                        |
| 1 mei 2025 13:30 Bosuilstadion Antwerpen Ref.: Erik Lambrechts Toeschouwers: 14.000      | Antwerp                                                        | 1 – 3                         | Anderlecht                           | Coosemans Foket (46' Maamar), Dendoncker (75' Vertonghen), Kana (46' Hey), Augustinsson Ashimeru (61' De Cat), Rits, Leoni, Angulo Vázquez, Goto (61' Edozie)                  |                                             |
| 1 mei 2025 13:30 Bosuilstadion Antwerpen Ref.: Erik Lambrechts Toeschouwers: 14.000      | Balikwisha 88'                                                 | 0 – 1 0 – 2 0 – 3 1 – 3       | 55' Goto 69' De Cat 86' Edozie       | Coosemans Foket (46' Maamar), Dendoncker (75' Vertonghen), Kana (46' Hey), Augustinsson Ashimeru (61' De Cat), Rits, Leoni, Angulo Vázquez, Goto (61' Edozie)                  |                                             |
| 10 mei 2025 20:45 Lotto Park Anderlecht Ref.: Wim Smet Toeschouwers: 21.900              | Anderlecht                                                     | 0 – 1                         | Union Sint-Gillis                    | Coosemans Maamar (72' Degreef), Hey, Simić, N'Diaye (72' Augustinsson) Huerta (46' Stroeykens), Dendoncker, Verschaeren (72' De Cat) Hazard (88' Vázquez), Dolberg, Angulo     | 57' N'Diaye 82' Degreef                     |
| 10 mei 2025 20:45 Lotto Park Anderlecht Ref.: Wim Smet Toeschouwers: 21.900              |                                                                | 0 – 1                         | 27' Fuseini                          | Coosemans Maamar (72' Degreef), Hey, Simić, N'Diaye (72' Augustinsson) Huerta (46' Stroeykens), Dendoncker, Verschaeren (72' De Cat) Hazard (88' Vázquez), Dolberg, Angulo     | 57' N'Diaye 82' Degreef                     |
| 18 mei 2025 13:30 Lotto Park Anderlecht Ref.: Erik Lambrechts Toeschouwers: 15.000       | Anderlecht                                                     | 1 – 3                         | Club Brugge                          | Coosemans Hey (46' Augustinsson), Vertonghen (70' Maamar), Simić Angulo, Stroeykens (81' Kanaté), Dendoncker, Rits (46' Verschaeren), Degreef (70' Huerta) Dolberg, Hazard     | 32' Coosemans 32' Vertonghen                |
| 18 mei 2025 13:30 Lotto Park Anderlecht Ref.: Erik Lambrechts Toeschouwers: 15.000       | Stroeykens 45+3'                                               | 0 – 1 0 – 2 0 – 3 1 – 3       | 14' Vermant 43' Vanaken 45+1' Tzolis | Coosemans Hey (46' Augustinsson), Vertonghen (70' Maamar), Simić Angulo, Stroeykens (81' Kanaté), Dendoncker, Rits (46' Verschaeren), Degreef (70' Huerta) Dolberg, Hazard     | 32' Coosemans 32' Vertonghen                |
| 25 mei 2025 18:30 Cegeka Arena Genk Ref.: Bram Van Driessche Toeschouwers: 17.189        | KRC Genk                                                       | 2 – 1                         | Anderlecht                           | Coosemans Maamar, Hey (69' Leoni), Simić, Augustinsson Verschaeren, Dendoncker, Stroeykens (83' Ashimeru) Degreef (59' Hazard), Vázquez, Angulo (69' Kanaté)                   | 34' Dendoncker 90+1' Leoni                  |
| 25 mei 2025 18:30 Cegeka Arena Genk Ref.: Bram Van Driessche Toeschouwers: 17.189        | El Ouahdi 21' El Ouahdi 51'                                    | 0 – 1 1 – 1 2 – 1             | 19' Verschaeren                      | Coosemans Maamar, Hey (69' Leoni), Simić, Augustinsson Verschaeren, Dendoncker, Stroeykens (83' Ashimeru) Degreef (59' Hazard), Vázquez, Angulo (69' Kanaté)                   | 34' Dendoncker 90+1' Leoni                  |

#### Overzicht
| Speeldag  | 1  | 2  | 3  | 4  | 5  | 6  | 7  | 8  | 9  | 10 |
| --------- | -- | -- | -- | -- | -- | -- | -- | -- | -- | -- |
| Resultaat | v  | v  | v  | g  | w  | w  | w  | v  | v  | v  |
| Punten    | 26 | 26 | 26 | 27 | 30 | 33 | 36 | 36 | 36 | 36 |
| Positie   | 4  | 4  | 4  | 4  | 4  | 4  | 4  | 4  | 4  | 4  |

## Beker van België
| Beker van België                                                                              |                                                   |                               |                                                       | |                                   |
| Wedstrijddetails                                                                              | Thuisploeg                                        | Uitslag                       | Uitploeg                                              | Opstelling | Kaarten                           |
| 1/16de finale                                                                                 |                                                   |                               |                                                       | |                                   |
| 31 oktober 2024 20:30 Leburtonstadion Tubeke Ref.: Anthony Letellier Toeschouwers: 5.500      | Union Tubize-Braine (1e Nat.)                     | 0 – 4                         | Anderlecht                                            | Kikkenborg Foket, Simić (70' Lapage), Jørgensen, N'Diaye (58' Sardella) Leoni, Degreef, Verschaeren Dreyer (70' Rits), Vázquez (58' Dolberg), Amuzu (46' Edozie)             | 14' Foket 32' Degreef 87' Lapage  |
| 31 oktober 2024 20:30 Leburtonstadion Tubeke Ref.: Anthony Letellier Toeschouwers: 5.500      |                                                   | 0 – 1 0 – 2 0 – 3 0 – 4       | 26' (pen.) Dreyer 65' Dolberg 66' Dolberg 86' Dolberg | Kikkenborg Foket, Simić (70' Lapage), Jørgensen, N'Diaye (58' Sardella) Leoni, Degreef, Verschaeren Dreyer (70' Rits), Vázquez (58' Dolberg), Amuzu (46' Edozie)             | 14' Foket 32' Degreef 87' Lapage  |
| Achtste finale                                                                                |                                                   |                               |                                                       | |                                   |
| 5 december 2024 20:30 Lotto Park Anderlecht Ref.: Jasper Vergoote Toeschouwers: 18.500        | Anderlecht                                        | 4 – 1                         | Westerlo                                              | Coosemans Foket, Simić, Jørgensen, N'Diaye (61' Augustinsson) Dendoncker, Stroeykens (61' Amuzu), Rits (74' Leoni) Dreyer, Dolberg (74' Vázquez), Degreef (39' Verschaeren)  | 35' Degreef 60' Jørgensen         |
| 5 december 2024 20:30 Lotto Park Anderlecht Ref.: Jasper Vergoote Toeschouwers: 18.500        | Jørgensen 11' Dolberg 32' N'Diaye 43' Dolberg 56' | 0 – 1 1 – 1 2 – 1 3 – 1 4 – 1 | 8' Van de Keybus                                      | Coosemans Foket, Simić, Jørgensen, N'Diaye (61' Augustinsson) Dendoncker, Stroeykens (61' Amuzu), Rits (74' Leoni) Dreyer, Dolberg (74' Vázquez), Degreef (39' Verschaeren)  | 35' Degreef 60' Jørgensen         |
| Kwartfinale                                                                                   |                                                   |                               |                                                       | |                                   |
| 9 januari 2025 20:30 Olympisch Stadion Antwerpen Ref.: Bram Van Driessche Toeschouwers: 7.532 | Beerschot                                         | 0 – 1                         | Anderlecht                                            | Coosemans Sardella (69' Lapage), Dendoncker, Simić, Augustinsson (46' Foket) Rits, Degreef (69' Hazard), Leoni Dreyer (69' Amuzu), Vázquez (83' Dolberg), Edozie             | 21' Rits 84' Amuzu                |
| 9 januari 2025 20:30 Olympisch Stadion Antwerpen Ref.: Bram Van Driessche Toeschouwers: 7.532 |                                                   | 0 – 1                         | 2' Simić                                              | Coosemans Sardella (69' Lapage), Dendoncker, Simić, Augustinsson (46' Foket) Rits, Degreef (69' Hazard), Leoni Dreyer (69' Amuzu), Vázquez (83' Dolberg), Edozie             | 21' Rits 84' Amuzu                |
| Halve finale                                                                                  |                                                   |                               |                                                       | |                                   |
| 16 januari 2025 20:45 Lotto Park Anderlecht Ref.: Nathan Verboomen Toeschouwers:              | Anderlecht                                        | 1 – 0                         | Antwerp                                               | Coosemans Adryelson (62' N'Diaye), Dendoncker, Simić Sardella, Rits, Verschaeren (86' Leoni), Maamar Degreef, Vázquez (85' Goto), Edozie (49' Hazard)                        | 4' Simić 4' Adryelson             |
| 16 januari 2025 20:45 Lotto Park Anderlecht Ref.: Nathan Verboomen Toeschouwers:              | Degreef 30'                                       | 1 – 0                         |                                                       | Coosemans Adryelson (62' N'Diaye), Dendoncker, Simić Sardella, Rits, Verschaeren (86' Leoni), Maamar Degreef, Vázquez (85' Goto), Edozie (49' Hazard)                        | 4' Simić 4' Adryelson             |
| 6 februari 2025 20:45 Bosuilstadion Antwerpen Ref.: Jasper Vergoote Toeschouwers: 16.000      | Antwerp                                           | 2 – 2 (2 – 3)                 | Anderlecht                                            | Coosemans Adryelson, Hey, Simić Sardella, Rits, Verschaeren (75' Huerta), Augustinsson (88' N'Diaye) Stroeykens (80' Dendoncker), Vázquez (87' Dolberg), Hazard (88' Angulo) | 30' Sardella 37' Leoni 87' Hazard |
| 6 februari 2025 20:45 Bosuilstadion Antwerpen Ref.: Jasper Vergoote Toeschouwers: 16.000      | Odoi 26' Kerk 85'                                 | 1 – 0 1 – 1 2 – 1 2 – 2       | 32' Verschaeren 90+1' Dendoncker                      | Coosemans Adryelson, Hey, Simić Sardella, Rits, Verschaeren (75' Huerta), Augustinsson (88' N'Diaye) Stroeykens (80' Dendoncker), Vázquez (87' Dolberg), Hazard (88' Angulo) | 30' Sardella 37' Leoni 87' Hazard |
| Finale                                                                                        |                                                   |                               |                                                       | |                                   |
| 4 mei 2025 18:00 Koning Boudewijnstadion Brussel Ref.: Jasper Vergoote Toeschouwers: 40.861   | Club Brugge                                       | 2 – 1                         | Anderlecht                                            | Coosemans Maamar (68' Stroeykens), Hey, Simić, N'Diaye (67' Vertonghen) Verschaeren (83' Vázquez), Hazard, Dendoncker Huerta (68' Angulo), Dolberg, Edozie                   |                                   |
| 4 mei 2025 18:00 Koning Boudewijnstadion Brussel Ref.: Jasper Vergoote Toeschouwers: 40.861   | Vermant 40' Vermant 61'                           | 1 – 0 2 – 0 2 – 1             | 90+1' Vázquez                                         | Coosemans Maamar (68' Stroeykens), Hey, Simić, N'Diaye (67' Vertonghen) Verschaeren (83' Vázquez), Hazard, Dendoncker Huerta (68' Angulo), Dolberg, Edozie                   |                                   |

## Europees

### UEFA Europa League

#### Voorrondes
| UEFA Europa League                                                                                        |              |               |                 | |                 |
| Wedstrijddetails                                                                                          | Thuisploeg   | Uitslag       | Uitploeg        | Opstelling | Kaarten         |
| Play-offronde                                                                                             |              |               |                 | |                 |
| 22 augustus 2024 20:45 Mezőkövesdi Városistadion Mezőkövesd (Hongarije) Ref.: Rohit Saggi Toeschouwers: 0 | Dinamo Minsk | 0 – 1         | Anderlecht      | Coosemans Foket (78' Sardella), Simić, Jørgensen, Augustinsson Dreyer, Rits, Leoni (66' Ashimeru), Stroeykens Vázquez (66' Dolberg), Angulo (78' Verschaeren)              |                 |
| 22 augustus 2024 20:45 Mezőkövesdi Városistadion Mezőkövesd (Hongarije) Ref.: Rohit Saggi Toeschouwers: 0 |              | 0 – 1         | 9' Augustinsson | Coosemans Foket (78' Sardella), Simić, Jørgensen, Augustinsson Dreyer, Rits, Leoni (66' Ashimeru), Stroeykens Vázquez (66' Dolberg), Angulo (78' Verschaeren)              |                 |
| 29 augustus 2024 20:00 Lotto Park Anderlecht Ref.: Nikola Dabanović Toeschouwers: 17.102                  | Anderlecht   | 1 – 0 (2 – 0) | Dinamo Minsk    | Coosemans Sardella, Simić, Jørgensen, Augustinsson (90' N'Diaye) Stroeykens, Rits, Verschaeren (69' Leoni) Dreyer (90' Degreef), Dolberg (77' Vázquez), Angulo (69' Amuzu) | 62' Verschaeren |
| 29 augustus 2024 20:00 Lotto Park Anderlecht Ref.: Nikola Dabanović Toeschouwers: 17.102                  | Amuzu 83'    | 1 – 0         |                 | Coosemans Sardella, Simić, Jørgensen, Augustinsson (90' N'Diaye) Stroeykens, Rits, Verschaeren (69' Leoni) Dreyer (90' Degreef), Dolberg (77' Vázquez), Angulo (69' Amuzu) | 62' Verschaeren |

#### Groepsfase
| UEFA Europa League                                                                          |                                       |                                           |                                                      | |                                                  |
| Wedstrijddetails                                                                            | Thuisploeg                            | Uitslag                                   | Uitploeg                                             | Opstelling | Kaarten                                          |
| Heenronde                                                                                   |                                       |                                           |                                                      | |                                                  |
| 25 september 2024 21:00 Lotto Park Anderlecht Ref.: Julian Weinberger Toeschouwers: 15.417  | Anderlecht                            | 2 – 1                                     | Ferencvárosi TC                                      | Coosemans Sardella, Simić, Jørgensen, N'Diaye (80' Foket) Stroeykens (69' Leoni), Dendoncker , Verschaeren Edozie (70' Ashimeru), Dolberg (70' Vázquez), Amuzu (40' Angulo)     | 42' Dolberg 78' Angulo 81' Angulo 90+5' Ashimeru |
| 25 september 2024 21:00 Lotto Park Anderlecht Ref.: Julian Weinberger Toeschouwers: 15.417  | Verschaeren 60' Dolberg 66' (pen.)    | 1 – 0 2 – 0 2 – 1                         | 86' Traoré                                           | Coosemans Sardella, Simić, Jørgensen, N'Diaye (80' Foket) Stroeykens (69' Leoni), Dendoncker , Verschaeren Edozie (70' Ashimeru), Dolberg (70' Vázquez), Amuzu (40' Angulo)     | 42' Dolberg 78' Angulo 81' Angulo 90+5' Ashimeru |
| 3 oktober 2024 18:45 Estadio Anoeta San Sebastián Ref.: Marian Barbu Toeschouwers: 30.985   | Real Sociedad                         | 1 – 2                                     | Anderlecht                                           | Coosemans Foket (63' Sardella), Simić, Jørgensen, N'Diaye (75' Augustinsson) Leoni, Rits, Stroeykens (88' Ashimeru) Dreyer (74' Dolberg), Vázquez, Degreef (63' Verschaeren)    | 45+1' Rits 61' Foket                             |
| 3 oktober 2024 18:45 Estadio Anoeta San Sebastián Ref.: Marian Barbu Toeschouwers: 30.985   | Marín 5'                              | 1 – 0 1 – 1 1 – 2                         | 28' Vázquez 39' Leoni                                | Coosemans Foket (63' Sardella), Simić, Jørgensen, N'Diaye (75' Augustinsson) Leoni, Rits, Stroeykens (88' Ashimeru) Dreyer (74' Dolberg), Vázquez, Degreef (63' Verschaeren)    | 45+1' Rits 61' Foket                             |
| 24 oktober 2024 21:00 Lotto Park Anderlecht Ref.: Filip Glova Toeschouwers: 18.000          | Anderlecht                            | 2 – 0                                     | PFK Loedogorets                                      | Coosemans Foket (83' Sardella), Simić, Dendoncker , Augustinsson (75' N'Diaye) Rits, Stroeykens (59' Verschaeren), Ashimeru (59' Dolberg) Dreyer, Vázquez, Degreef (46' Edozie) | 28' Degreef 80' Foket 89' Sardella               |
| 24 oktober 2024 21:00 Lotto Park Anderlecht Ref.: Filip Glova Toeschouwers: 18.000          | Edozie 67' Dreyer 90+4'               | 1 – 0 2 – 0                               |                                                      | Coosemans Foket (83' Sardella), Simić, Dendoncker , Augustinsson (75' N'Diaye) Rits, Stroeykens (59' Verschaeren), Ashimeru (59' Dolberg) Dreyer, Vázquez, Degreef (46' Edozie) | 28' Degreef 80' Foket 89' Sardella               |
| 7 november 2024 21:00 Daugavastadion Riga Ref.: Aleksandar Stavrev Toeschouwers: 4.820      | FK RFS                                | 1 – 1                                     | Anderlecht                                           | Coosemans Sardella (79' Foket), Simić, Jørgensen, N'Diaye Leoni, Degreef (63' Stroeykens), Rits Dreyer (90+1' Verschaeren), Dolberg (63' Vázquez), Amuzu (63' Edozie)           | 67' Simić 72' Coosemans                          |
| 7 november 2024 21:00 Daugavastadion Riga Ref.: Aleksandar Stavrev Toeschouwers: 4.820      | N'Diaye 90+6' (e.d.)                  | 0 – 1 1 – 1                               | 85' Stroeykens                                       | Coosemans Sardella (79' Foket), Simić, Jørgensen, N'Diaye Leoni, Degreef (63' Stroeykens), Rits Dreyer (90+1' Verschaeren), Dolberg (63' Vázquez), Amuzu (63' Edozie)           | 67' Simić 72' Coosemans                          |
| Terugronde                                                                                  |                                       |                                           |                                                      | |                                                  |
| 28 november 2024 18:45 Lotto Park Anderlecht Ref.: Morten Krogh Toeschouwers: 17.717        | Anderlecht                            | 2 – 2                                     | FC Porto                                             | Coosemans Foket (84' Engwanda), Simić, Jørgensen, N'Diaye Rits, Stroeykens, Dendoncker (84' Verschaeren) Degreef (73' Dreyer), Dolberg (73' Vázquez), Edozie (60' Amuzu)        | 29' N'Diaye                                      |
| 28 november 2024 18:45 Lotto Park Anderlecht Ref.: Morten Krogh Toeschouwers: 17.717        | Degreef 52' Amuzu 86'                 | 0 – 1 1 – 1 1 – 2 2 – 2                   | 24' (pen.) Galeno 83' Vieira                         | Coosemans Foket (84' Engwanda), Simić, Jørgensen, N'Diaye Rits, Stroeykens, Dendoncker (84' Verschaeren) Degreef (73' Dreyer), Dolberg (73' Vázquez), Edozie (60' Amuzu)        | 29' N'Diaye                                      |
| 12 december 2024 21:00 Fortuna Arena Praag Ref.: Anastasios Papapetrou Toeschouwers: 19.167 | Slavia Praag                          | 1 – 2                                     | Anderlecht                                           | Coosemans Foket (87' N'Diaye), Simić, Jørgensen, Augustinsson Dendoncker, Rits, Leoni Verschaeren (46' Dreyer), Vázquez (73' Dolberg), Angulo (67' Amuzu)                       | 53' Leoni 77' Simić 90+2' Dolberg                |
| 12 december 2024 21:00 Fortuna Arena Praag Ref.: Anastasios Papapetrou Toeschouwers: 19.167 | Chorý 58'                             | 0 – 1 0 – 2 1 – 2                         | 8' Angulo 31' Verschaeren                            | Coosemans Foket (87' N'Diaye), Simić, Jørgensen, Augustinsson Dendoncker, Rits, Leoni Verschaeren (46' Dreyer), Vázquez (73' Dolberg), Angulo (67' Amuzu)                       | 53' Leoni 77' Simić 90+2' Dolberg                |
| 23 januari 2025 18:45 Stadion města Plzně Pilsen Ref.: António Nobre Toeschouwers: 10.972   | Viktoria Pilsen                       | 2 – 0                                     | Anderlecht                                           | Coosemans Simić, Dedoncker, Augustinsson (80' N'Diaye) Foket (61' Sardella), Rits, Leoni, Maamar (46' Verschaeren) Degreef (61' Hazard), Vázquez, Angulo (61' Amuzu)            |                                                  |
| 23 januari 2025 18:45 Stadion města Plzně Pilsen Ref.: António Nobre Toeschouwers: 10.972   | Červ 3' Adu 45'                       | 1 – 0 2 – 0                               |                                                      | Coosemans Simić, Dedoncker, Augustinsson (80' N'Diaye) Foket (61' Sardella), Rits, Leoni, Maamar (46' Verschaeren) Degreef (61' Hazard), Vázquez, Angulo (61' Amuzu)            |                                                  |
| 30 januari 2025 21:00 Lotto Park Anderlecht Ref.: Giorgi Kroeasjvili Toeschouwers: 17.839   | Anderlecht                            | 3 – 4                                     | TSG Hoffenheim                                       | Kikkenborg Sardella (69' Maamar), Dendoncker, Simić, Augustinsson Verschaeren (69' Leoni), Rits, Hazard (57' Stroeykens) Degreef, Vázquez (78' Goto), Amuzu (69' Angulo)        |                                                  |
| 30 januari 2025 21:00 Lotto Park Anderlecht Ref.: Giorgi Kroeasjvili Toeschouwers: 17.839   | Vázquez 18' Goto 79' Augustinsson 88' | 1 – 0 1 – 1 1 – 2 1 – 3 1 – 4 2 – 4 3 – 4 | 41' (e.d.) Sardella 54' Bischof 59' Ngabi 65' Hložek | Kikkenborg Sardella (69' Maamar), Dendoncker, Simić, Augustinsson Verschaeren (69' Leoni), Rits, Hazard (57' Stroeykens) Degreef, Vázquez (78' Goto), Amuzu (69' Angulo)        |                                                  |

#### Knock-outfase
| UEFA Europa League                                                                                  |                                   |                         |                          | |           |
| Wedstrijddetails                                                                                    | Thuisploeg                        | Uitslag                 | Uitploeg                 | Opstelling | Kaarten   |
| Play-offronde                                                                                       |                                   |                         |                          | |           |
| 13 februari 2025 18:45 Şükrü Saracoğlustadion Istanboel Ref.: Nikola Dabanović Toeschouwers: 34.517 | Fenerbahçe SK                     | 3 – 0                   | Anderlecht               | Coosemans Sardella, Adryelson, Hey, Augustinsson Dendoncker, Stroeykens (63' Hazard), Leoni Degreef (86' Angulo), Vázquez (63' Dolberg), Huerta (73' Edozie)           | 8' Huerta |
| 13 februari 2025 18:45 Şükrü Saracoğlustadion Istanboel Ref.: Nikola Dabanović Toeschouwers: 34.517 | Tadić 11' Džeko 42' En-Nesyri 57' | 1 – 0 2 – 0 3 – 0       |                          | Coosemans Sardella, Adryelson, Hey, Augustinsson Dendoncker, Stroeykens (63' Hazard), Leoni Degreef (86' Angulo), Vázquez (63' Dolberg), Huerta (73' Edozie)           | 8' Huerta |
| 20 februari 2025 21:00 Lotto Park Anderlecht Ref.: Sandro Schärer Toeschouwers: 13.724              | Anderlecht                        | 2 – 2 (2 – 5)           | Fenerbahçe SK            | Coosemans Adryelson, Hey (66' Vertonghen), N'Diaye (82' Augustinsson) Sardella, Leoni, Dendoncker, Maamar Hazard (78' Goto), Vázquez (82' De Cat), Huerta (66' Angulo) | 36' Leoni |
| 20 februari 2025 21:00 Lotto Park Anderlecht Ref.: Sandro Schärer Toeschouwers: 13.724              | Vázquez 19' Vázquez 55'           | 0 – 1 1 – 1 2 – 1 2 – 2 | 4' En-Nesyri 63' Akçiçek | Coosemans Adryelson, Hey (66' Vertonghen), N'Diaye (82' Augustinsson) Sardella, Leoni, Dendoncker, Maamar Hazard (78' Goto), Vázquez (82' De Cat), Huerta (66' Angulo) | 36' Leoni |